# Анти-Веном
Анти-Веном (англ. Anti-Venom) — вигаданий персонаж-антигерой з коміксів американського видавництва Marvel Comics. Уперше він з'явився в «The Amazing Spider-Man» #569 (жовтень 2008). Анти-Веном був вигаданий Деном Слоттом і Джоном Ромітою-молодшим. Ця істота належить до раси аморфних позаземних паразитів, відомих як «симбіоти». Фізичні особливості охоплюють білий колір «шкіри», чорне обличчя та, типовий для багатьох персонажів коміксів про Людину-павука, символ павука на грудях.

## Носії

### Едді Брок
Анти-Веном уперше з'явився 2008 року в історії «New Ways to Die». Едді Брок, оригінальний носій Венома, отримує роботу в столовій під керівництвом Мартіна Лі. Завдяки надприродним здібностям Лі, Едді Брок виліковується від раку. Після нападу Мака Ґарґана, поточного носія Венома, на чоловіка, симбіот намагається возз'єднатися зі своїм істинним хазяїном, але шкіра Едді Брока стає «їдкою» для Венома. Далі його огортає новий білий симбіот, коли частинки симбіота в його тілі зливаються зі спеціальними антитілами, що вироблені білими кров'яними клітинами, завдяки впливу Мартіна Лі. Пізніше Брок жертвує Анти-Веномом, щоб вилікувати людей від вірусу під час сюжетної арки «Spider-Island».

### Флеш Томпсон
Через роки доктор Стівен використовував елементи симбіота Анти-Венома, щоб створити нові ліки від синдрому токсичного шоку симбіота Венома, які могли б адаптуватися разом з ним. Коли висока концентрація цієї сироватки потрапила в біомасу симбіота Венома, пов'язаного з Флешем Томпсоном, симбіот Анті-Веном був штучно відтворений. Однак, коли Флеш загинув від рук Червоного Гобліна, його копія загинула разом з ним. Під час вторгнення Кналла на Землю він був відроджений разом з Флешем, коли його свідомість (яка зберігалася у вулику-розумі симбіонта у вигляді кодексу) «завантажилася» в дракона-симбіота в реальному світі, щоб воювати з темним богом. Флеш знайшов своє власне тіло на цвинтарі, злився з ним і успішно відродився.

## Сили та здібності
Кожен, хто одержимий симбіотом Анти-Венома, володіє надлюдською силою, довговічністю і витривалістю, прискореним і швидким фактором зцілення, генетичною пам'яттю, здатністю розпізнавати потомство симбіоту, повзати по стінах, здатністю генерувати павутину, павуковим чуттям, імунітетом маскуванням.
На відміну від інших симбіотів, оригінальний симбіонт Анти-Веном, використовуваний Едді Броком, несприйнятливий до вогню, тепла та звукових атак. Крім того, симбіот Анти-Веном здатний виробляти антитіла, які можуть «лікувати» людину від різних хвороб. Новий симбіот Анти-Веном, що використовується Флешем Томпсоном, має здатність зцілювати і фізичні ушкодження. Через невдалу спробу вилікувати Людину-павука від радіації, симбіот змушує сили Людини-павука «анулюватися», коли вони знаходяться дуже близько один від одного.

## Інші версії
У коміксі-ван-шоті «What If? Peter Parker became Kraven the Hunter», де Пітер Паркер убив Крейвена-мисливця та «зайняв його місце», Мадам Павутина найняла Анти-Венома, Жінку-павука та Мака Ґарґана, щоб зупинити Паркера. Незважаючи на те, що їм вдалося смертельно поранити його, всі вони зазнали поразки.

## Поза коміксами

### Телебачення
- Симбіот Анти-Веном з'являється в мультсеріалі «Людина-павук. Щоденник супергероя», його озвучує Метт Лантер. Ця версія створена із зразка симбіота Венома, а її носієм є Гаррі Осборн. Симбіот Анти-Веном створюється Доктором Восьминігом і Майклом Морбіусом як кандидат у Зловісну шістку, що підтримується Гідрою. Анти-Веном майже вбиває Агента Венома, але його зупиняють Людина-павук та Залізний Патріот, залишаючи Анти-Венома бездіяльним, а Гаррі — в комі. У трисерійному епізоді «Симбіотична сага» Анти-Веном прокидається, коли симбіот Карнаж нападає на Нью-Йорк. Анти-Веном знову поєднується з Гаррі і жертвує собою, щоб вилікувати Нью-Йорк від зараження Карнажа, але його здібності пізніше використовує Королева Карнаж.
- Симбіот Анти-Веном з'являється в епізоді «Помста Венома» мультсеріалу «Людина-павук: Максимальний Веном»[7].

### Відеоігри
- Втілення Анти-Венома в особі Едді Брока з'являється у відеогрі «Spider-Man: Edge of Time», яку озвучує Стів Блюм[8].
- Втілення Анти-Венома Едді Брока з'являється як ігровий персонаж у «Spider-Man Unlimited».
- Втілення Анти-Венома Едді Брока з'являється як ігровий персонаж у Facebook-грі «Marvel: Avengers Alliance».
- Симбіот Анти-Веном з'являється як альтернативний костюм для Едді Брока / Венома в «Marvel: Future Fight».
- У «Marvel vs Capcom Infinite» з'являється кілька варіантів костюма Анти-Венома.
- Симбіот Анти-Веном з'являється як альтернативний костюм для Едді Брока / Венома в «Marvel Ultimate Alliance 3».
- Втілення Анти-Венома Едді Брока з'являється як ігровий персонаж у «Marvel Strike Force».
- Втілення Анти-Венома Едді Брока з'являється як ігровий персонаж у «Marvel Puzzle Quest».
- Втілення Анти-Венома Едді Брока з'являється як ігровий персонаж у «Marvel Contest of Champions».

## Колекційні видання
| Назва                                                      | Матеріали                                                                 | Дата публікації | ISBN           |
| ---------------------------------------------------------- | ------------------------------------------------------------------------- | --------------- | -------------- |
| Amazing Spider-Man Presents: Anti-Venom — New Ways To Live | Amazing Spider-Man Presents: Anti-Venom — New Ways To Live #1-3, Extra #2 | Березень 2010   | 978-0785141617 |